# アレクセイ・アブリコソフ
アレクセイ・アレクセーエヴィチ・アブリコソフ（ロシア語: Алексе́й Алексе́евич Абрико́сов (Alexei Alexeevich Abrikosov) 、1928年6月25日 - 2017年3月29日）は、ロシア出身でアメリカ合衆国の物理学者。2003年、「超伝導と超流動の理論に関する先駆的貢献」によりノーベル物理学賞を受賞。

## 人物
モスクワ生まれ。1948年にモスクワ大学を卒業。1948年から1965年までロシア科学アカデミーに勤務。1951年にレフ・ランダウの下で物理学のPh.D.を取得。1972年フリッツ・ロンドン記念賞受賞。1975年にローザンヌ大学より名誉博士号を受ける。1991年にアルゴンヌ国立研究所に移籍し渡米し1999年にアメリカ合衆国国籍を取得。2017年、カリフォルニア州パロアルトで死去。

## 業績
- アブリコソフ格子　（アブリコソフ-ボルテックス）
- アブリコソフ・スール共鳴

## 著書
- Methods of Quantum Field Theory in Statistical Physics　ISBN 0-486-63228-8
  - 統計物理学における場の量子論の方法，アブリコソフ (著), ジャロシンスキー (著), ゴリコフ (著), 松原武生 (翻訳), 米沢富美子 (翻訳), 佐々木健 (翻訳)，東京図書(1987)
- Fundamentals of the Theory of Metals　ISBN 0-444-87095-4
  - 金属物理学の基礎（上、下），東辻千枝子 (翻訳), 松原武生 (翻訳)，吉岡書店 (1994)

## 参照
- Alexei Abrikosov Facts the Nobel Foundation